# شفیره (فیلم)
شفیره (انگلیسی: Chrysalis) یک فیلم علمی–تخیلی فرانسوی که در سال ۲۰۰۷ منتشر شد. از بازیگران آن می‌توان به آلبرت دوپنتل، میلانی تیری، ماری گیلارد، مارته کلر و استل لفبور اشاره کرد.